# Мортон, Маргарет
Ма́ргарет Мо́ртон (англ. Margaret Morton; род. 29 января 1968, Айршир) — шотландская и британская кёрлингистка, олимпийский чемпион (2002).
В составе женской сборной Великобритании участвовала в зимних Олимпийских играх 2002 (стали олимпийскими чемпионами). В составе женской сборной Шотландии участвовала в чемпионате мира 2000 и чемпионатах Европы. Чемпионка Шотландии среди женщин.
В 2002 вместе со всей женской командой олимпийских чемпионов по кёрлингу была удостоена титула члена Ордена Британской империи (англ. MBE, Member of the Most Excellent Order of the British Empire).

## Достижения
- Зимние Олимпийские игры: золото (2002).
- Чемпионат Шотландии по кёрлингу среди женщин: золото (2000).

## Команды
| Сезон   | Четвёртый   | Третий          | Второй           | Первый        | Запасной                                         | Турниры                      |
| ------- | ----------- | --------------- | ---------------- | ------------- | ------------------------------------------------ | ---------------------------- |
| 1999—00 | Рона Мартин | Маргарет Мортон | Фиона Макдональд | Джанис Уотт   | Carolyn Morris тренеры: Рассел Кейллер, Майк Хэй | ЧЕ 1999 (4 место)            |
| 1999—00 | Рона Мартин | Маргарет Мортон | Фиона Макдональд | Джанис Уотт   | Дебора Нокс (ЧМ) тренер: Рассел Кейллер          | ЧШЖ 2000 · ЧМ 2000 (4 место) |
| 2001—02 | Рона Мартин | Дебора Нокс     | Фиона Макдональд | Джанис Рэнкин | Маргарет Мортон тренер: Рассел Кейллер           | ЧЕ 2001 (6 место) · ЗОИ 2002 |

(скипы выделены полужирным шрифтом)

## Частная жизнь
В детстве жила в городе Мохлин, всемирно известном центре производства камней для кёрлинга.
Начала заниматься кёрлингом в 1983 году, в возрасте 15 лет.